# Manuel Sielecki
Manuel Sielecki (Polonia, 10 de agosto de 1909 - Buenos Aires, 10 de agosto de 1998) fue un empresario polaco nacionalizado argentino y una destacada figura de la comunidad judía en Argentina.

## Biografía
Manuel Sielecki nació en Polonia, y a la corta edad de 16 años, casi sin dinero, viajó solo a la Argentina, en busca de ascensión social, y una mejor vida.
Cuando llegó a Buenos Aires, comenzó a trabajar en una farmacia durante el día, y durante la noche cursó sus estudios secundarios en el Colegio Nacional Sarmiento, de donde se graduó.
En medio del auge del ISI (Industrialización por sustitución de importaciones), Sielecki aprovechó y utilizó toda su perspicacia para fundar en 1939 los laboratorios Phoenix. Fue el primer importador de penicilina y de la vacuna contra la poliomielitis en Argentina.
Algunos años más tarde, incorporó a sus actividades económicas la importación de motos; e incluso participó de la producción de una moto nacional de carreras Tehuelche.
Sielecki se casó a mediados de la década de 1940 con Lilia Neumann, también conocida como Lili Sielecki tras casarse, y con quien tuvo 4 hijos y estuvo casado hasta sus últimos días. Al estar ya asentado en Argentina, Manuel Sielecki trajo a su hermana y a su madre al país. Con el pasar de los años, Sielecki fue adquiriendo cierto respeto e importancia en el mundo. Hizo importantes avances por el diálogo interconfesional; por este mismo motivo se reunió varias veces con el papa Juan Pablo II, el entonces presidente de los Estados Unidos, Bill Clinton, y otras importantes figuras políticas y religiosas como monseñor Pío Laghi; el ex primer ministro de Israel, Menájem Beguin; la viuda del primer ministro Isaac Rabin, Leah Rabin, y el alcalde de Nueva York, Rudolph Giuliani.
Su gran generosidad, fue reconocida por la Universidad Hebrea de Jerusalén, donde patrocinaba la cátedra San Martín, cuando recibió el título de doctor honoris causa.
Exactamente 89 años después de su nacimiento, Manuel Sielecki falleció en su residencia de Buenos Aires por un problema cardíaco. Sus restos mortales fueron inhumados en el Cementerio Jardín de Paz de Pilar.

## Intereses
Sielecki era un apasionado del arte y de diversas actividades culturales. Auspiciaba varios museos, como el Museo de Bellas Artes de Buenos Aires, o el Museo de Arte Decorativo. También auspiciaba caridades como el Hospital de Clínicas, entre otras instituciones.
Sielecki fue miembro del Jockey Club Argentino, del Consejo Argentino para las Relaciones Internacionales (CARI), y formaba parte del consejo del Templo Libertad (primer sinagoga de Buenos Aires).
Pero todos estos títulos y privilegios, nunca le quitaron la humildad; sus familiares cuentan que después de una reunión en el Jockey Club, podía (y lo hacía) asistir a una reunión para ayudar a una escuela barrial.